# Чемпионат Европы по бейсболу 1985
Чемпионат Европы по бейсболу 1985 года проводился в Нидерландах в июле. Игры проводились в трёх городах: Харлем, Роттердам и Эйндховен.

## Проведение игр
В чемпионате приняли участие шесть стран: Бельгия, Италия, Испания, Нидерланды, Сан-Марино и Швеция. По итогам первого круга игр, две лучшие команды должны были сыграть четыре серии игр друг против друга. Остальные команды играли во втором круге.
В первом круге игр сборные расположились в следующем порядке:
1. Нидерланды с 5 победами,
2. Италия — с 4,
3. Бельгия — с 3,
4. Швеция с 2,
5. Испания с 1,
6. Сан-Марино без побед.

В серии игр между Нидерландами и Италией, победила сборная Нидерландов, выиграв все четыре игры и титул чемпиона Европы, оставив Италии титул вице-чемпионов.
Остальные команды участвовали во втором круге игр, где Бельгии выиграла 3 игры, Швеция — две и Испания одну. Сан-Марино проиграла все три игры.

## Итоги чемпионата
| Место | Команда    | Счёт по играм |
| ----- | ---------- | ------------- |
| 1     | Нидерланды | 9 — 0         |
| 2     | Италия     | 4 — 5         |
| 3     | Бельгия    | 6 — 2         |
| 4     | Швеция     | 4 — 4         |
| 5     | Испания    | 2 — 6         |
| 6     | Сан-Марино | 0 — 8         |

## Индивидуальные награды
- Юдсел Баранко (Нидерланды) — лучший бьющий;
- Бьянки (Италия) — лучший аутфилдер;
- Марсел Йост (Нидерланды) — лучший игрок;
- Ян Ийзелендорн (Нидерланды) — лучший питчер.